# Лёйхтман, Хорст
Хорст Лёйхтман (нем. Horst Leuchtmann; 26 апреля 1927, Брауншвейг — 10 апреля 2007, Мюнхен) — немецкий музыковед, лексикограф, переводчик.
Во время Второй мировой войны был мобилизован в Гитлер-Югенд (не воевал). В 1957 защитил докторскую диссертацию «Музыкальное толкование слова в мотетах „Magnum opus musicum“ Орландо ди Лассо». В 1958-95 работал в Музыкально-исторической комиссии Баварской академии наук, в том числе (в 1986-95) отвечал за научную подготовку нового (второго) полного издания сочинений Орландо Лассо и (в 1972-95) ежегодника «Музыка в Баварии». В 1986-95 профессор Мюнхенской Высшей школы музыки, в 1986-95 также доцент на музыкальном факультете Мюнхенского университета имени Людвига Максимилиана. Действительный член Баварской академии изящных искусств (1989). Лёйхтман отличался парадоксальным умом и невероятным чувством юмора (которое он обнаруживал в том числе и в публичных мероприятиях) на пределе норм общественной морали. В 1996 удостоен немецкого почётного ордена Bundesverdienstkreuz. Похоронен на кладбище Нойкеферло в Грасбрунне неподалёку от Мюнхена.
Основная сфера научных интересов — музыка XVI века и музыкальная терминология. Главный редактор и автор немецкой части Семиязычного словаря музыкальных терминов (1978). Автор нескольких книг и статей о Лассо, первого издания его писем, а также (совместно с Б. Шмидом) первого в мире 3-томного систематического каталога сочинений этого композитора. В 1980-е гг. переводил тексты англоязычных авторов для новой многотомной «Истории музыкальной теории» (Geschichte der Musiktheorie). Лёйхтман — автор главы о музыке XV—XVI веков в популярной однотомной «Истории музыки» (1993).

## Основные труды
- Die musikalischen Wortausdeutungen in den Motetten des Magnum Opus Musicum von Orlando di Lasso. Strasbourg, 1959
- Orlando di Lasso. Sein Leben. Versuch einer Bestandsaufnahme der biographischen Einzelheiten. Wiesbaden: Breitkopf und Härtel, 1976
- (Hrsg.) Orlando die Lasso. Briefe. Wiesbaden: Breitkopf und Härtel, 1977
- (Hrsg. u. Verfasser) Terminorum musicae index septem linguis redactus. Kassel u.a., 1978 (семиязычный музыкально-терминологический словарь; содержит русскую часть)
- (mit H. Hell). Orlando di Lasso: Musik der Renaissance am Münchner Fürstenhof. Wiesbaden, 1982
- (Hrsg.) Carl Orff. Ein Gedenkbuch. Tutzing 1985
- 15. und 16. Jahrhundert // Geschichte der Musik. Ein Studien- und Nachschlagebuch / hrsg. v. K.H.Wörner. 8te Aufl. Göttingen, 1993, SS.124-183.
- Orlando di Lasso. Prachthandschriften und Quellenüberlieferung. Aus den Beständen der Bayerischen Staatsbibliothek München (mit Hartmut Schaefer). Tutzing, 1994
- (mit S. Mauser) Motette und Messe // Handbuch der musikalischen Gattungen, Bd. 9. Laaber Verlag, 1998
- (mit B. Schmid) Orlando di Lasso. Seine Werke in zeitgenössischen Drucken 1555—1687, 3 Bde. Kassel, Basel, 2001